# Театр Паласио Вальдеса
Театр Паласио Вальдеса — театр в городе Авилес в Княжестве Астурия, расположенный в старой части города, в нескольких метрах от ратуши.

## Статус
Театр Паласио Вальдеса является объектом культурного интереса (BIC) испанского исторического наследия в категории исторических памятников от 28 декабря 1982 года, заявление было опубликовано в BOE 10 февраля 1983 года.
Театр находится в ведении Муниципального фонда культуры ратуши Авилеса.

## Здание
Здание театра было спроектировано архитектором Мануэлем дель Бусто в начале XX века в стиле необарокко и модерн с продольной планировкой, параллельной фасаду из-за технических проблем, вызванных выбором места для его строительства. Интерьер повторяет схему итальянского оперного театра. В настоящее время театр рассчитан на 747 мест.  
Одной из его особенностей является то, что партер имеет систему выравнивания, позволяющую совмещать его со сценой, превращая её в большой бальный зал.

## История
Строительство здания началось 5 августа 1900 года в день торжественной церемонии закладки первого камня в основание будущего театра в присутствии многочисленных гостей.
Работы длились двадцать лет, в основном из-за экономических проблем, парализовавших их в разное время. В 1920 году театр был открыт, и ему было присвоено имя прославленного писателя Армандо Паласио Вальдеса, почётного жителя города, который присутствовал на мероприятии,  во время которого его наградили знаками отличия Большого креста Альфонсо XII. Первой была поставлена оперетта El AS Рафаэля Кальехи Гомеса, труппы Театра Королевы Виктории из Мадрида.
Театр оставался открытым между 1920 и 1972 годами, ставя драму, комедию, лирику, варьете и другие жанры в период своего расцвета.
Но после Гражданской войны начался спад театральной деятельности, где более важным стало использование здания в качестве кинотеатра. Кульминацией стало закрытие в 1972 году. С этого года театр начал страдать от запустения, которое оставило его в плачевном состоянии. Была создана Платформа восстановления театра Паласио Вальдеса, которой удалось собрать множество подписей, призывающих к восстановлению театра, в том числе выдающихся личностей из мира культуры, пока, будучи уже муниципальной собственностью, цель не была достигнута, и в 1987 году начались реставрационные работы, которые продлились пять лет.
Второе открытие состоялось 14 ноября 1992 года.

## События

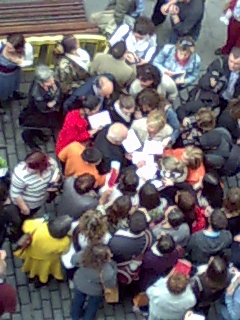
Пауло Коэльо раздает автографы перед входом в театр.

С момента своего открытия в 1992 году театр Паласио Вальдеса снова вступает в золотой век, когда его сезоны привлекают большую аудиторию. Он является частью Испанской сети театров, сцен, зрительных залов и фестивалей, находящихся в государственной собственности, становится премьерным местом для выступлений на национальном уровне и пользуется большим уважением у режиссёров и актёров.
Важные национальные и международные деятели принимали участие не только как артисты или ораторы, но и как часть публики. В 1996 году принц Фелипе, проезжая по городу, посетил театр.
В рамках проекта The Bridge project, в котором несколько международных культурных организаций, таких как BAM в Нью-Йорке и Театр Олд Вик в Лондоне, сотрудничали в создании и распространении проектов, при поддержке Центра Нимейера, были поставлены в Театре Паласио Вальдеса два произведения Уильяма Шекспира: «Буря» режиссёра Сэма Мендеса  и «Ричард III» в исполнении американского актера Кевина Спейси, который также неоднократно посещал город.
В результате другого сотрудничества между городским советом Авилес и Центром Нимейера возникла встреча с писателем Пауло Коэльо на праздновании двадцатилетия одного из его самых известных романов — «Алхимик», мероприятия, которое проводилось в театре.
В результате сотрудничества между культурными организациями появляется EscenAviles, представляющий цикл собственных спектаклей театра.

## Столетие открытия театра

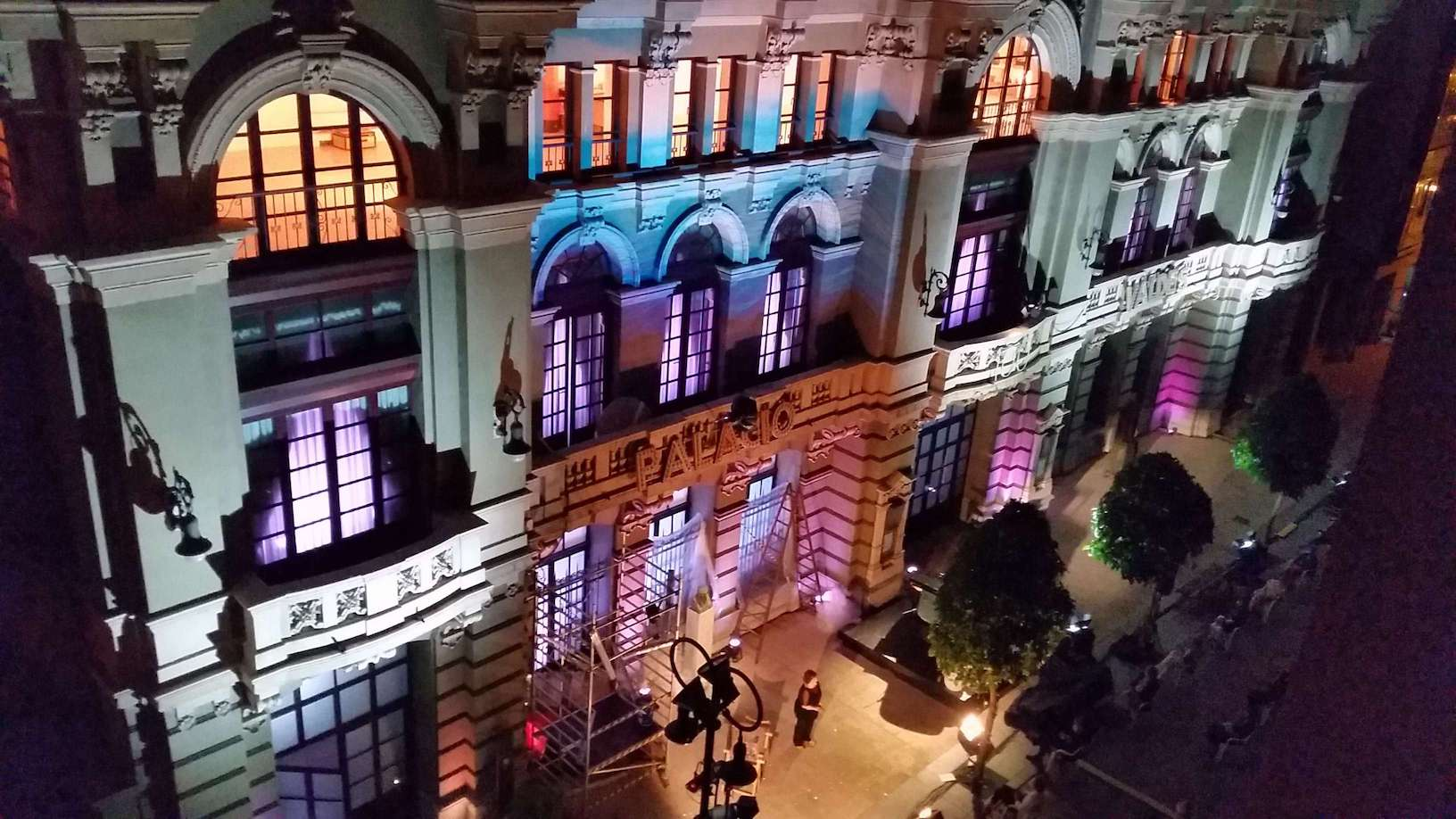
Празднование столетия театра в 2020 г.

По случаю столетия театра проводились различные культурные мероприятия, начиная от публикации в социальных сетях видеозаписей театральных постановок, премьера которых состоялась в театре, а также мастер-классов и онлайн-бесед с постановщиками пьес. По случаю столетия со дня открытия театра, 9 августа 2020 года началось двухдневное мероприятие, на котором была показана оперетта El AS, та же, что была исполнена на открытии театра в 1920 году, рассказывали об истории здания. Часть декораций была выполнена с использованием видеомаппинга на фасаде здания, мероприятие сопровождала живая музыка в исполнении пианиста.
К этому празднику четыре художника выставили крупноформатные гравюры со своим видением театра в Авилесе возле театра, посреди улицы.

## Галерея

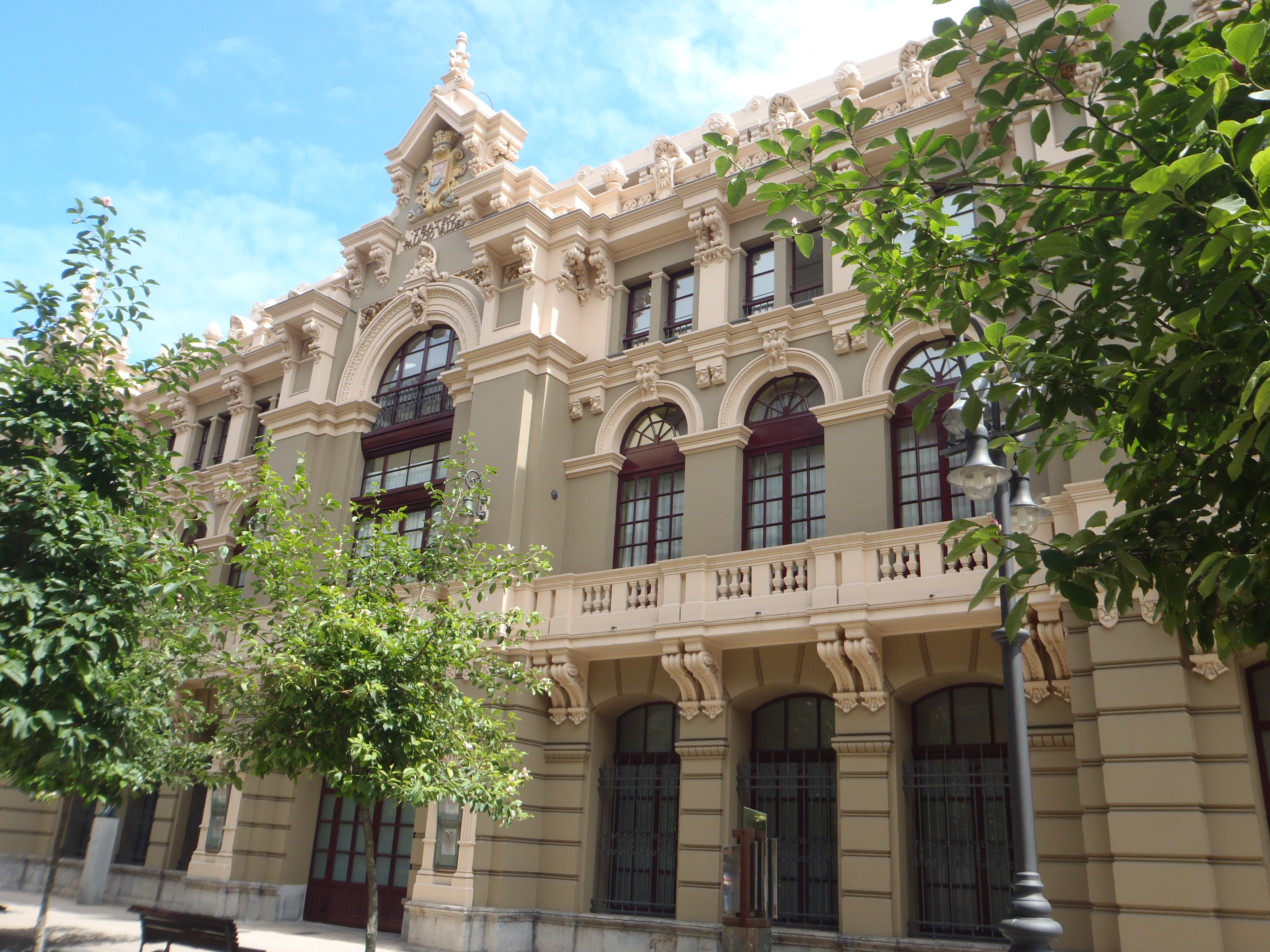
Часть центрального фасада
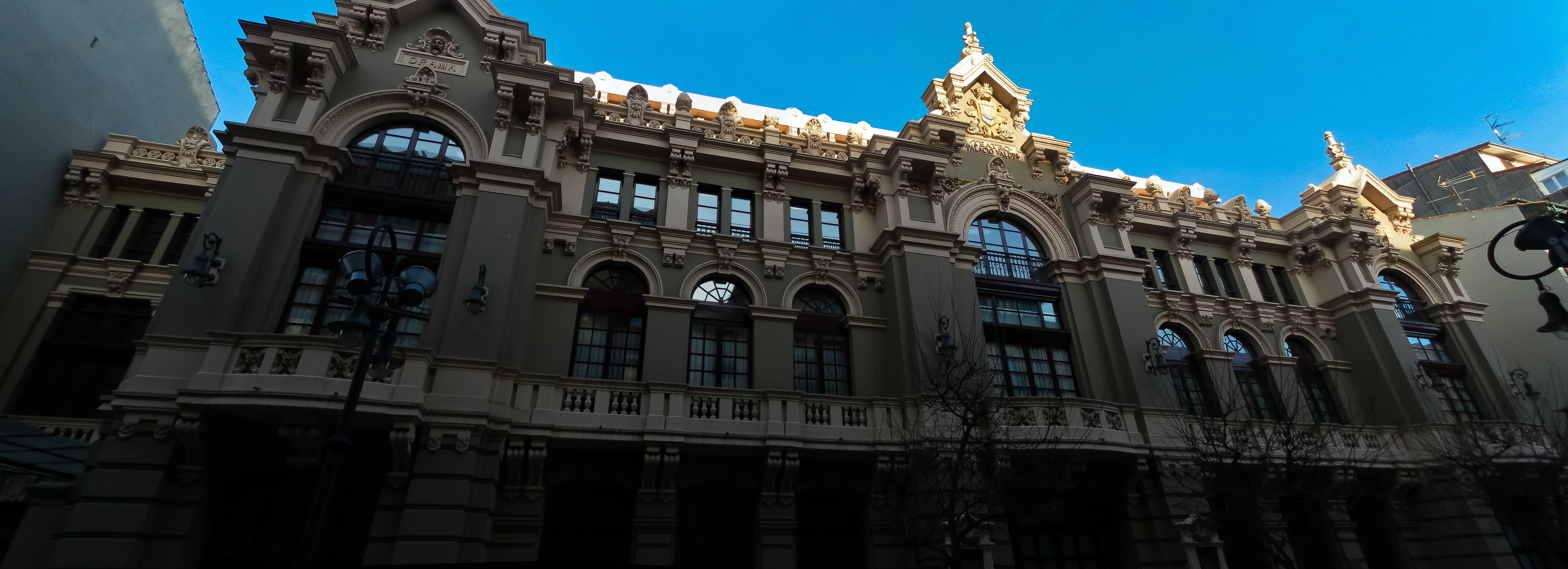
Панорамный вид на фасад
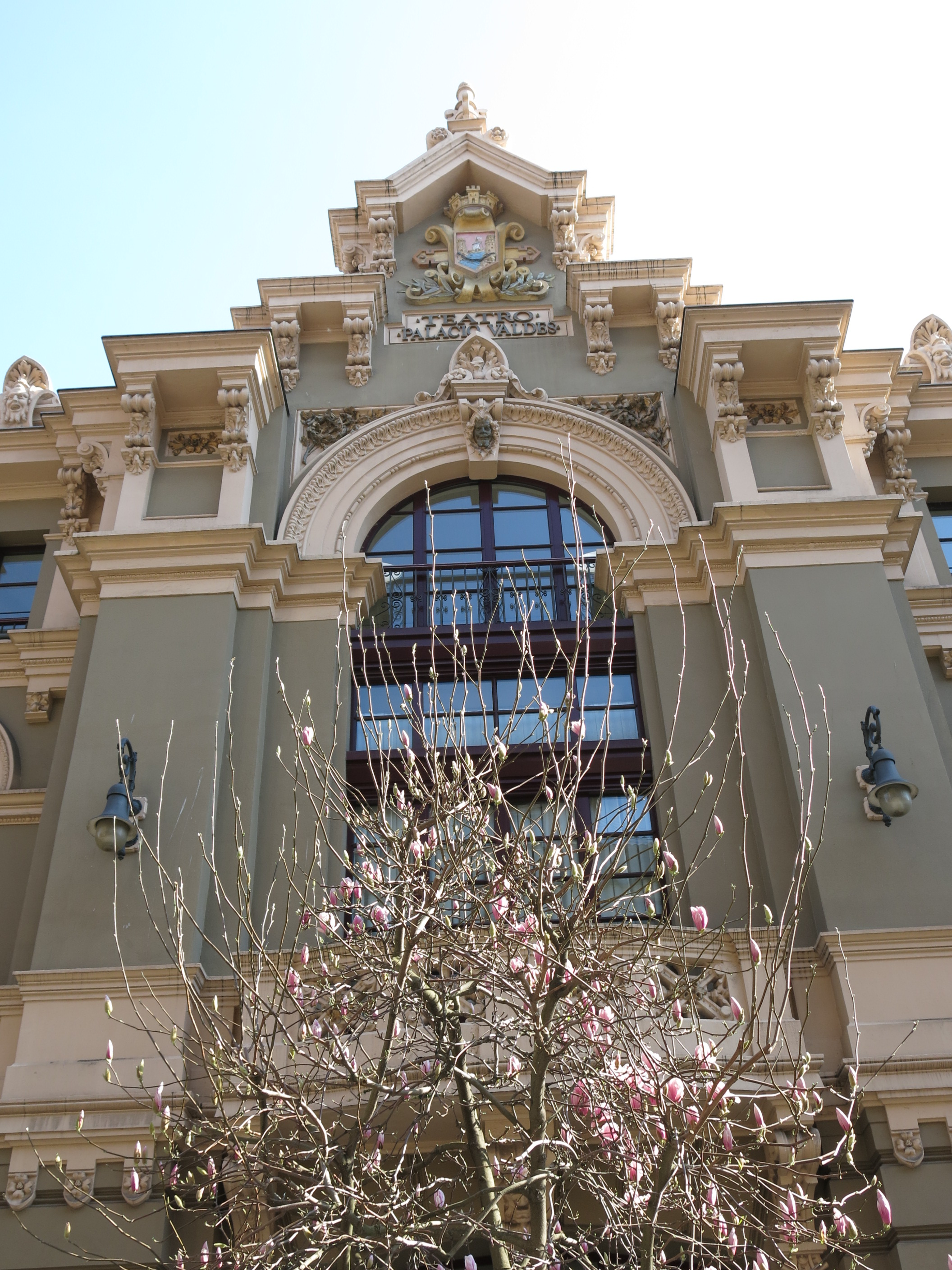
Фрагмент с гербом Авилеса
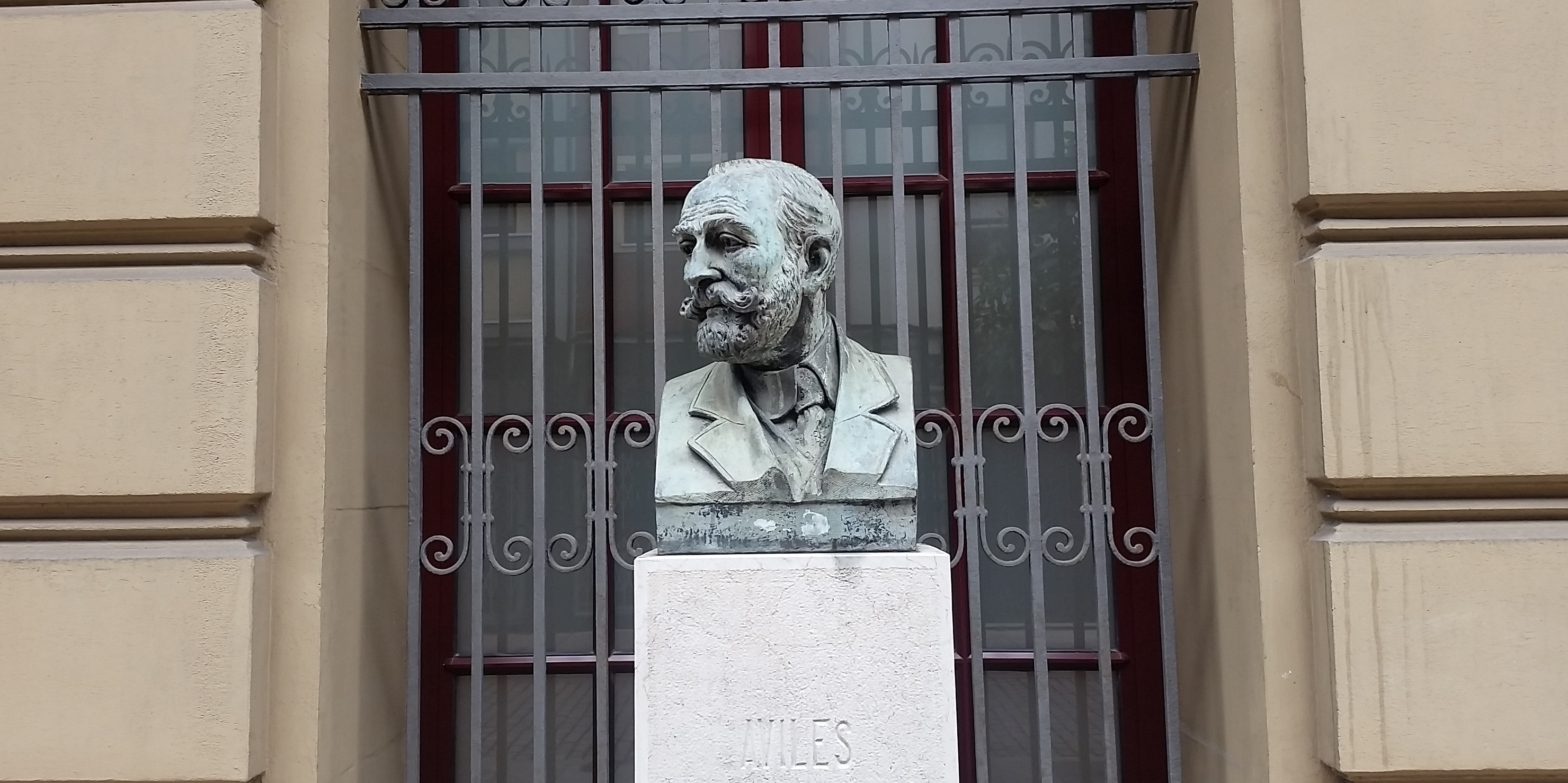
Бюст Армандо Паласио Вальдеса в Авилесе
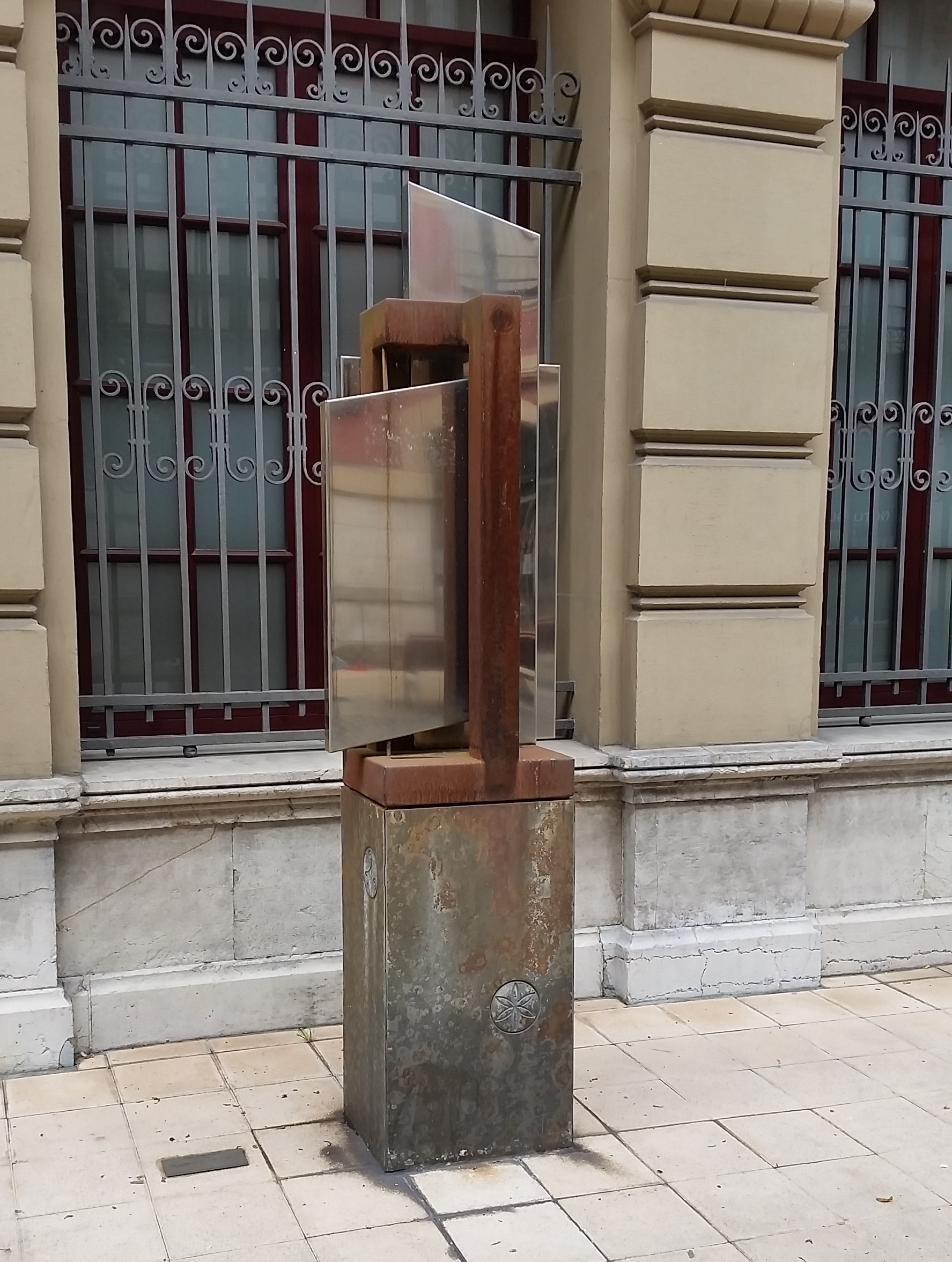
Скульптура перед театром
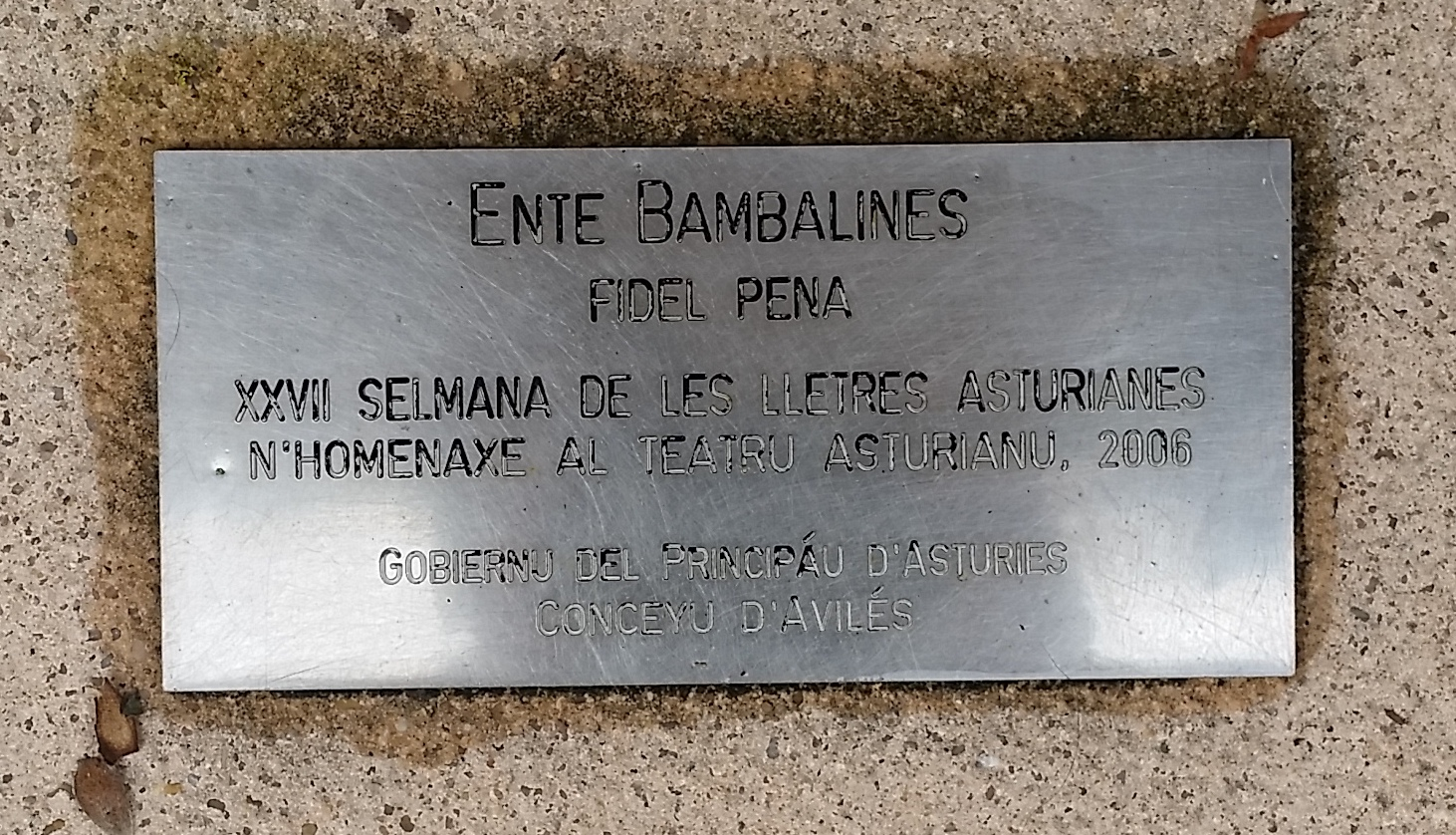
Мемориальная доска скульптуры в честь астурийского театра